# 高皇后 (北魏孝武帝)
孝武高皇后，北魏出帝元修皇后，权臣高欢长女，母亲是婁昭君。 
532年，元修即位，高欢掌权，安排嫡長女高氏为后。夫妻感情不諧，元修与三個堂姊妹元明月、安德公主、元蒺藜長期姘居。
534年，元修丟下高皇后西奔关中宇文泰，不久就被宇文泰殺死。高氏隨即收拾宫中财宝改嫁彭城王元韶。

## 延伸阅读
[在维基数据编辑]
 《北史/卷013》，出自李延壽《北史》